# Kayes (Mali)
Pour les articles homonymes, voir Kayes.
Kayes (orthographe ancienne Khares) est une ville et une commune urbaine malienne, située dans le pays de la Guïdimaxa[réf. nécessaire], chef-lieu du cercle de Kayes, et de la région de Kayes, qui porte son nom.
Elle est la capitale historiques du royaume de Guïdimaxa[réf. nécessaire]. En 2023, Kayes compte 194 000 habitants, appelés les Kayésiens et Kayésiennes. (sur les rives du fleuve Sénégal), Elle est le chef-lieu de la 1e région administrative malienne, et du cercle qui portent tous deux son nom. 
Centre commercial et administratif, la ville de Kayes, carrefour et porte d'entrée occidentale du Mali, s'est développée au XXe siècle à partir de sa gare du chemin de fer Dakar-Niger. Aujourd'hui, la route Bamako-Dakar y franchit le fleuve grâce à deux ponts routiers. Le climat semi-aride chaud, propice à la savane, permet le développement d'un maraîchage périurbain ainsi que la production céréalière et l'élevage dans l'arrière-pays. 

## Géographie

### Situation
Kayes se situe de part et d'autre du fleuve Sénégal immédiatement en aval de sa confluence avec les rivières de Papara au sud et de Kolimbiné au nord. La ville s'étend sur une plaine entre 40 et 50 m d'altitude, toutefois aux limites sud de la ville le relief devient plus marqué avec des collines atteignant 300 m d'altitude.
|                 | Bangassi        |                 |
| Liberté Dembaya | Kayes           | Khouloum        |
|                 | Liberté Dembaya | Liberté Dembaya |

Kayes est distante par la route nationale 1 de 600 km de la capitale malienne Bamako et de 95 km de la frontière sénégalaise. Les communes limitrophes sont Khouloum au nord-est, Bangassi au nord-ouest et Liberté-Dembaya au sud,.

### Climat
Kayes est surnommée « La cocotte-minute de l'Afrique » en raison de ses températures moyennes très élevées. En effet, elle est entourée de massifs montagneux très riches en fer qui contribuent à l'élévation de la température[Selon qui ?]. La température moyenne maximale du mois le plus torride de l'année (avril) y est de 44 °C. La température moyenne annuelle est de 30 °C à Kayes. La durée moyenne annuelle d'ensoleillement y est de 3 049 h dans l'ensemble de la région.
| Diagramme ombrothermique de Kayes (1991-2020) |
|                                               |

Le climat de Kayes est semi-aride chaud, classé BSh dans la classification de Köppen.
| Mois                                | jan.  | fév. | mars  | avril | mai   | juin  | jui.  | août  | sep.  | oct.  | nov.  | déc.  | année   |
| ----------------------------------- | ----- | ---- | ----- | ----- | ----- | ----- | ----- | ----- | ----- | ----- | ----- | ----- | ------- |
| Température minimale moyenne (°C)   | 16,1  | 18,6 | 20,7  | 23,9  | 25,9  | 26,8  | 24    | 23,3  | 23,6  | 23,6  | 20,9  | 17,9  | 22,1    |
| Température moyenne (°C)            | 26    | 28,9 | 32,2  | 35,2  | 36,2  | 34,1  | 30,3  | 28,9  | 29    | 30,4  | 29,2  | 26,8  | 30,6    |
| Température maximale moyenne (°C)   | 31,5  | 32,9 | 38,7  | 39,3  | 39,6  | 36,7  | 30    | 31,8  | 32,5  | 35    | 34,8  | 33,8  | 34,7    |
| Ensoleillement (h)                  | 202,3 | 176  | 209,7 | 191,5 | 211,5 | 203,1 | 192,5 | 175,3 | 186,5 | 215,5 | 211,6 | 204,7 | 2 380,2 |
| Précipitations (mm)                 | 13,9  | 10,3 | 8     | 2,4   | 8,6   | 59,1  | 130,6 | 194,8 | 122,3 | 38,2  | 1,1   | 0,6   | 589,9   |
| Nombre de jours avec précipitations | 1     | 1    | 1,5   | 1     | 1,6   | 5,5   | 9,9   | 11,4  | 9,6   | 3,4   | 2     | 1     | 48      |

## Histoire

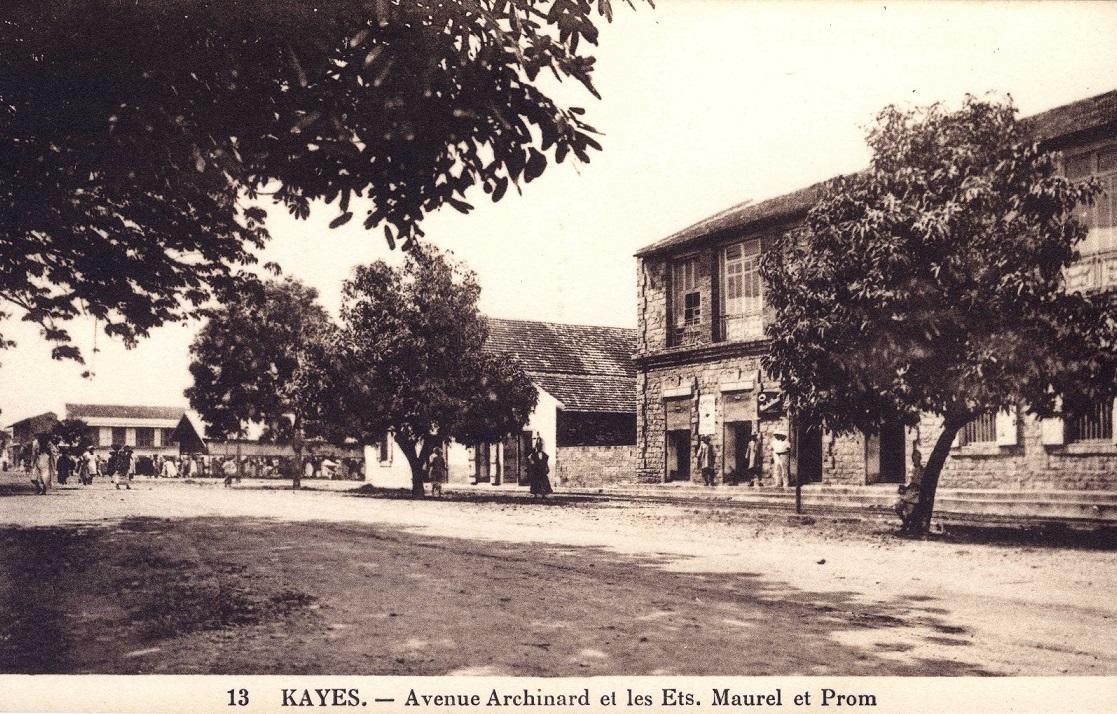
Kayes en 1910

Le site de Kayes aurait d'abord fait partie du territoire du chef soninké Bathily. Le nom de Kayes dériverait alors du terme soninké kharé désignant une zone basse inondée lors de la saison des pluies ou encore du terme khayé désignant le rônier. Une autre tradition fait remonter le nom de la ville au surnom de Diguidian Diakité. Celui-ci, chassé par ses parents, aurait obtenu du roi khassonké du Logo de s'installer à Kayes. Le surnom kayé désigne alors une herbe tranchante en référence à la méchanceté de Diguidian. Vers 1857, Guessé Sidi Diallo est envoyé par son père, le roi khassonké de Médine Diouga Samballa, à Kayes pour surveiller sa frontière ouest. Il devient chef du village de Kayes Ba sur la rive gauche du fleuve tandis que Sega Diakité fils de Diguidian devient chef de Kayes Ndi, village occupant la rive droite,.

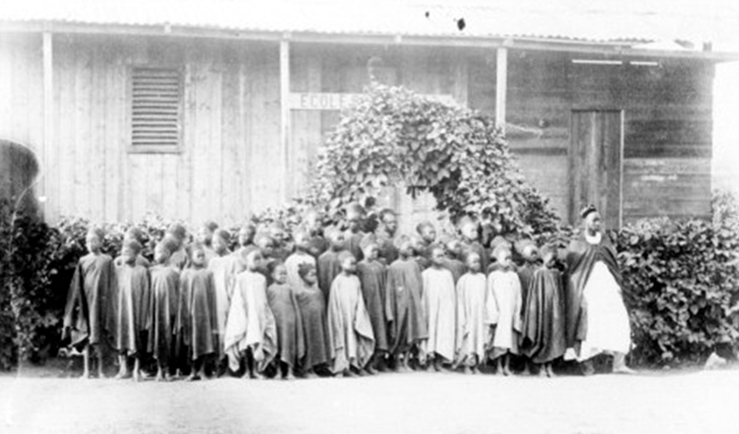
Enfants de l'école des otages créée à Kayes par Gallieni (1887-1888).

Depuis 1855, les Français ont installé un fort à Médine, à douze kilomètres en amont de Kayes, sur un terrain concédé par le roi Samballa. À partir de 1881, ils établissent un nouveau fort à Kayes, achevé en 1886. Le fleuve Sénégal est navigable durant la saison des pluies jusqu'à la ville mais pas amont jusqu'à Médine. Kayes devient ainsi le terminus de la navigation sur le fleuve et un important comptoir commercial où œuvrent à côté des commerçants locaux des maisons de Bordeaux ou de Saint-Louis. La France crée l'école des otages destinée aux fils des princes soudanais soumis. En 1886-87, Gallieni fonde à Kayes un village de liberté pour y implanter des captifs rachetés.
Dès 1881 débute la construction de la voie de chemin de fer à écartement métrique entre Kayes et le fleuve Niger. La première locomotive n'atteindra Bafoulabé qu'en 1890 et Bamako en 1904. Quant à la ligne de Thiès à Kayes, les travaux débutent en 1907, interrompus pendant la première guerre mondiale, ils s'achèvent en 1923. Avant cette date la ville est tributaire pour ses échanges de la navigation sur le fleuve Sénégal, possible uniquement pendant les hautes eaux de l'hivernage.
En 1892, Kayes devient la capitale du Soudan français constituant la colonie française du Haut-Sénégal et Niger, capitale transférée à Bamako le 17 octobre 1899. Kayes devenu chef lieu de cercle le 16 juillet 1863 est érigée en commune mixte le 1er janvier 1919 et commune de plein exercice le 18 novembre 1956. 
La commune-mixte de Kayes est instituée par un arrêté général du 20 décembre 1918 et est effective au 1er janvier 1919. Par la loi du 18 novembre 1955, Kayes devient une commune de plein exercice en 1956 avec un conseil municipal élu par un collège unique et un maire élu en son sein.
Durant la Seconde Guerre mondiale, la région abrite une partie des réserves d'or de la Banque de France, expédiées outre-mer dès le début de la guerre pour éviter qu'elles ne tombent aux mains de l'ennemi[réf. nécessaire]. Cet or, initialement expédié à Dakar, fut ensuite acheminé par le chemin de fer à Kayes, jugée plus sûre car éloignée de la côte (900 km) et du risque d'une attaque maritime anglaise.

## Quartiers
La loi 2023-007 attribue à la commune urbaine 7 quartiers  :
- Kayes N'Di
- Khasso
- Lafiabougou
- Légal-Ségou
- Liberté
- Plateau
- Lafiabougou-Sud

## Enseignement
La ville est le siège de l'Académie d'enseignement de Kayes qui couvre 4 centres d'animation pédagogique (CAP), Kayes Rive droite, Kayes Rive gauche, Ambidédi et Yélimané.
- Institut de Formation Professionnelle et Industrielle (IFPI)
- Complexe scolaire et universitaire Boubou Sow
- Lycée de Kayes N'Di (2023)

## Économie et transport
Route trans-sahélienne Dakar (Sénégal) — N'Djamena (Tchad) passe par Kayes, à 783 km de Dakar et 621 km de Bamako.
Kayes est située sur la ligne du chemin de fer de Dakar au Niger construite lors de la colonisation française à la fin du XIXe siècle. La ligne de chemin de fer n'opère plus depuis 2017, laissant les cheminots dans l'expectative.
En 2003, le conflit ivoirien en bloquant les transports vers le sud a réactivé la voie ferrée et la ville de Kayes. Le désenclavement au niveau de l’accès routier est en cours : les routes menant vers le Sénégal et vers Bamako viennent d'être achevées[Quand ?]. La ville de Kayes est située de part et d’autre du fleuve Sénégal. En raison du trafic routier en augmentation, et notamment des poids lourds reliant Dakar à Bamako, le pont construit en 1998 a connu une usure précoce et a dû être réhabilité en 2009. Les travaux, d’un montant de près de deux milliards de francs CFA, ont perturbé fortement la circulation, le trafic sur le pont ayant été interrompu pendant trois mois.
L'aéroport international de Kayes Dag Dag a permis des liaisons régulières vers Bamako et vers Paris. La liaison Kayes-Bamako, assurée par Air Mali, a été interrompue en août 2012 et la liaison Kayes-Paris inaugurée en novembre 2011 par Aigle Azur, a cessé son activité courant 2012.
Cependant, à partir de septembre 2020, des vols aller-retour de Sky Mali, société émiratie, desservent l'aéroport de Kayes Dag-Dag le dimanche et mercredi depuis Bamako, la capitale du Mali,.

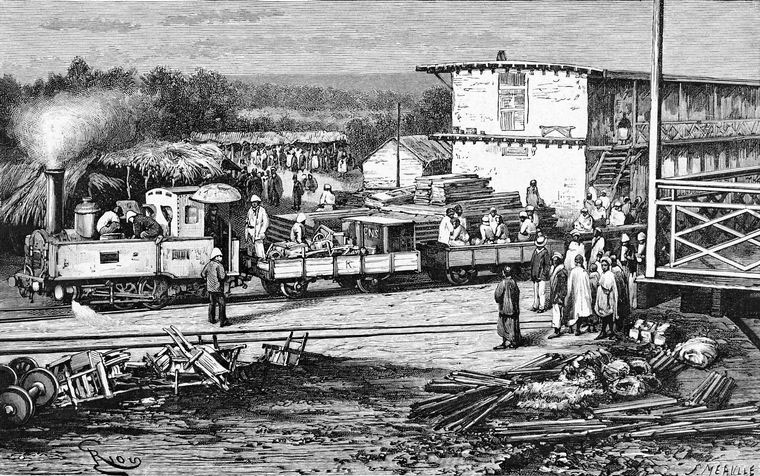
Gare en 1889.
Bureau des douanes (1972).
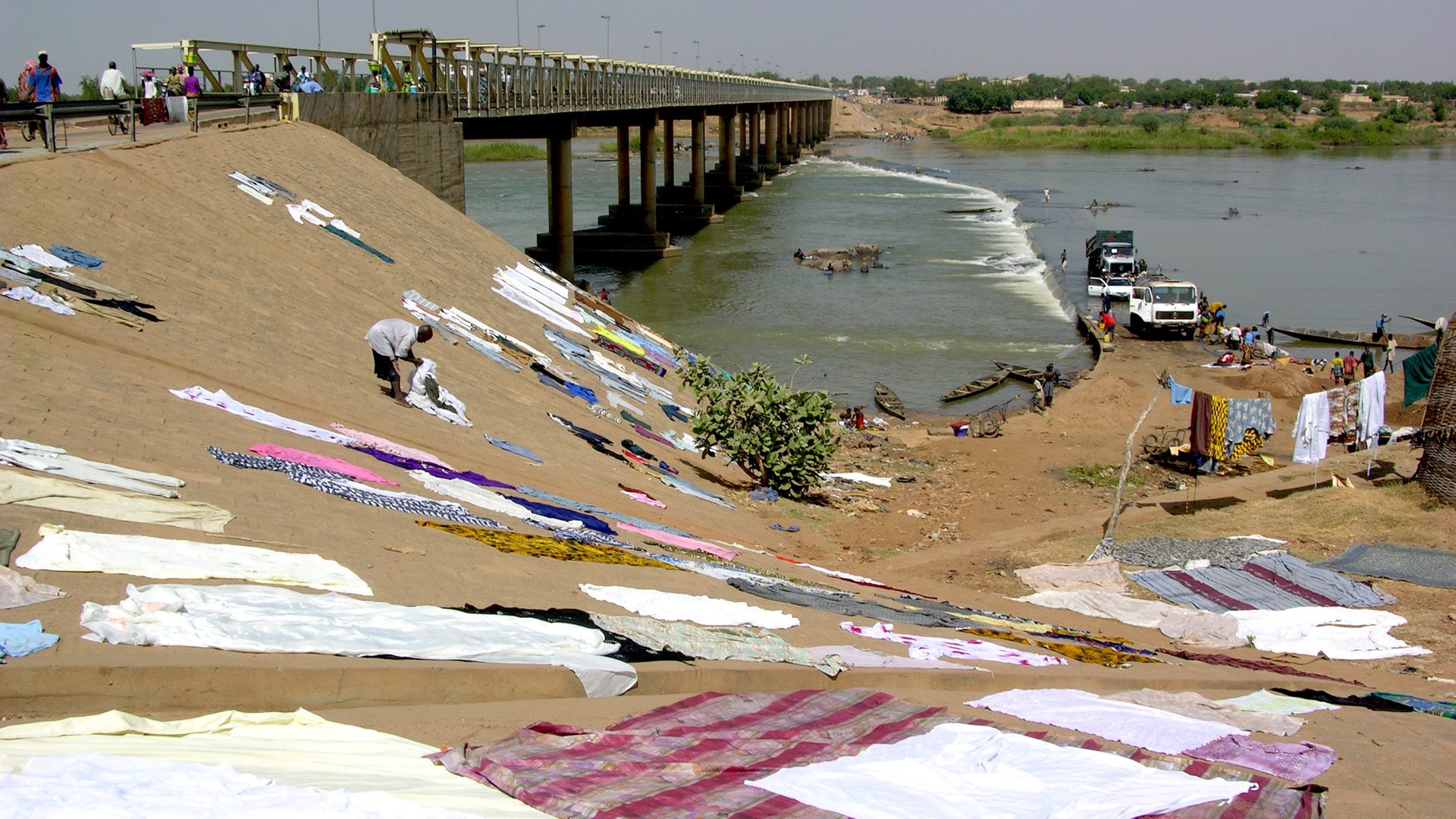
Pont sur le Sénégal et ancienne chaussée submersible (2005).
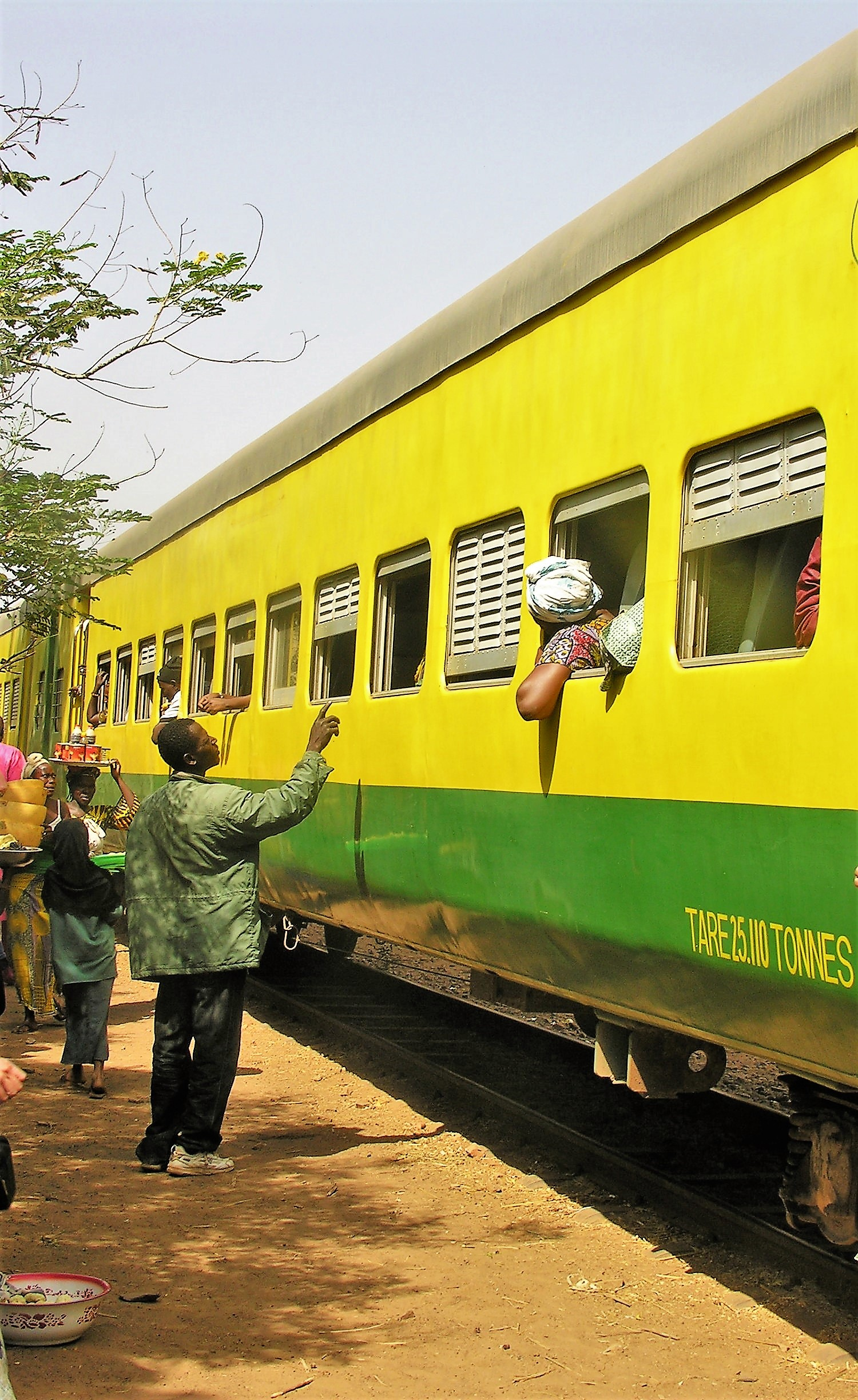
Train de voyageurs (2011).
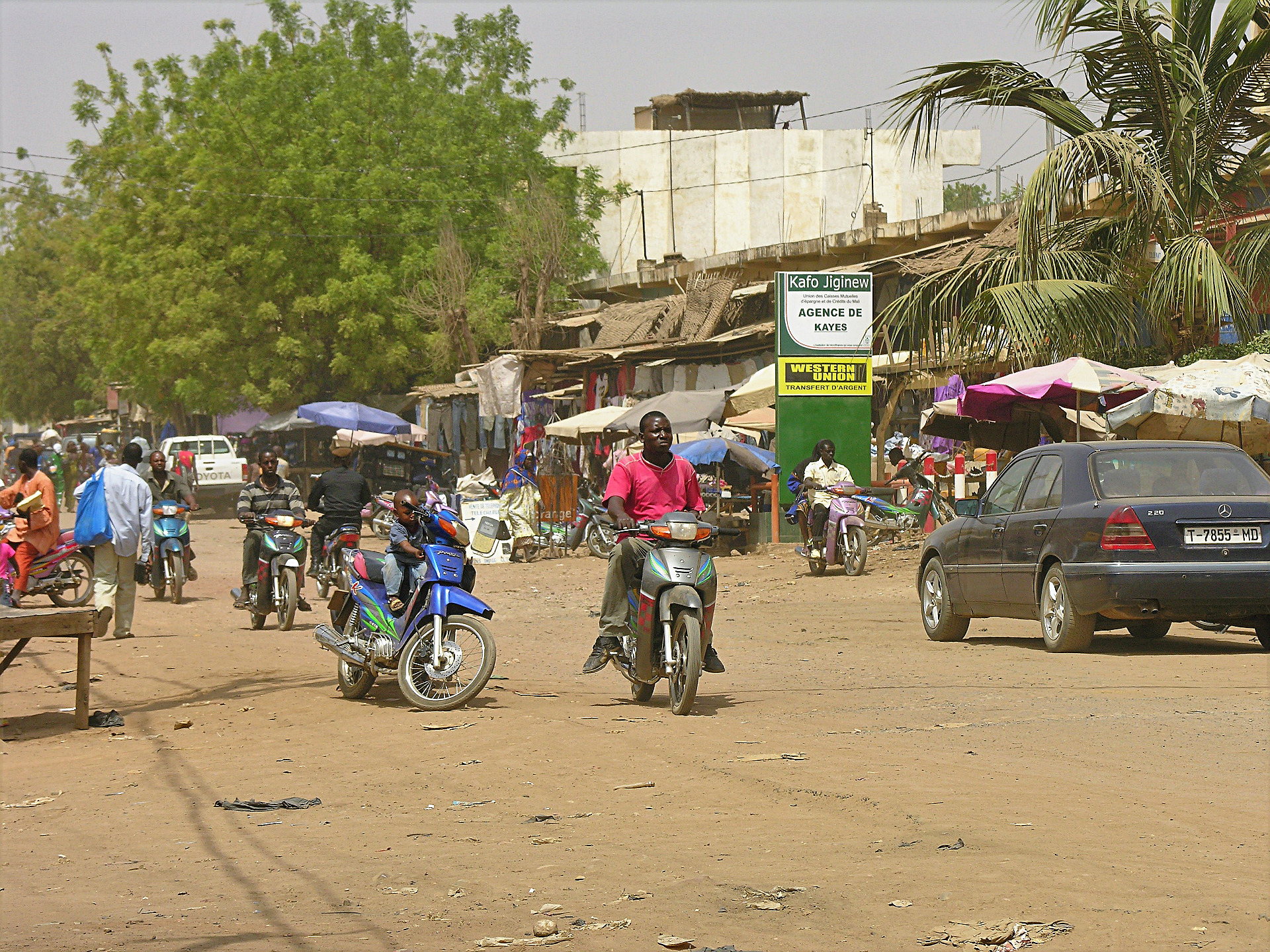
Dans les rues de la ville (2011).
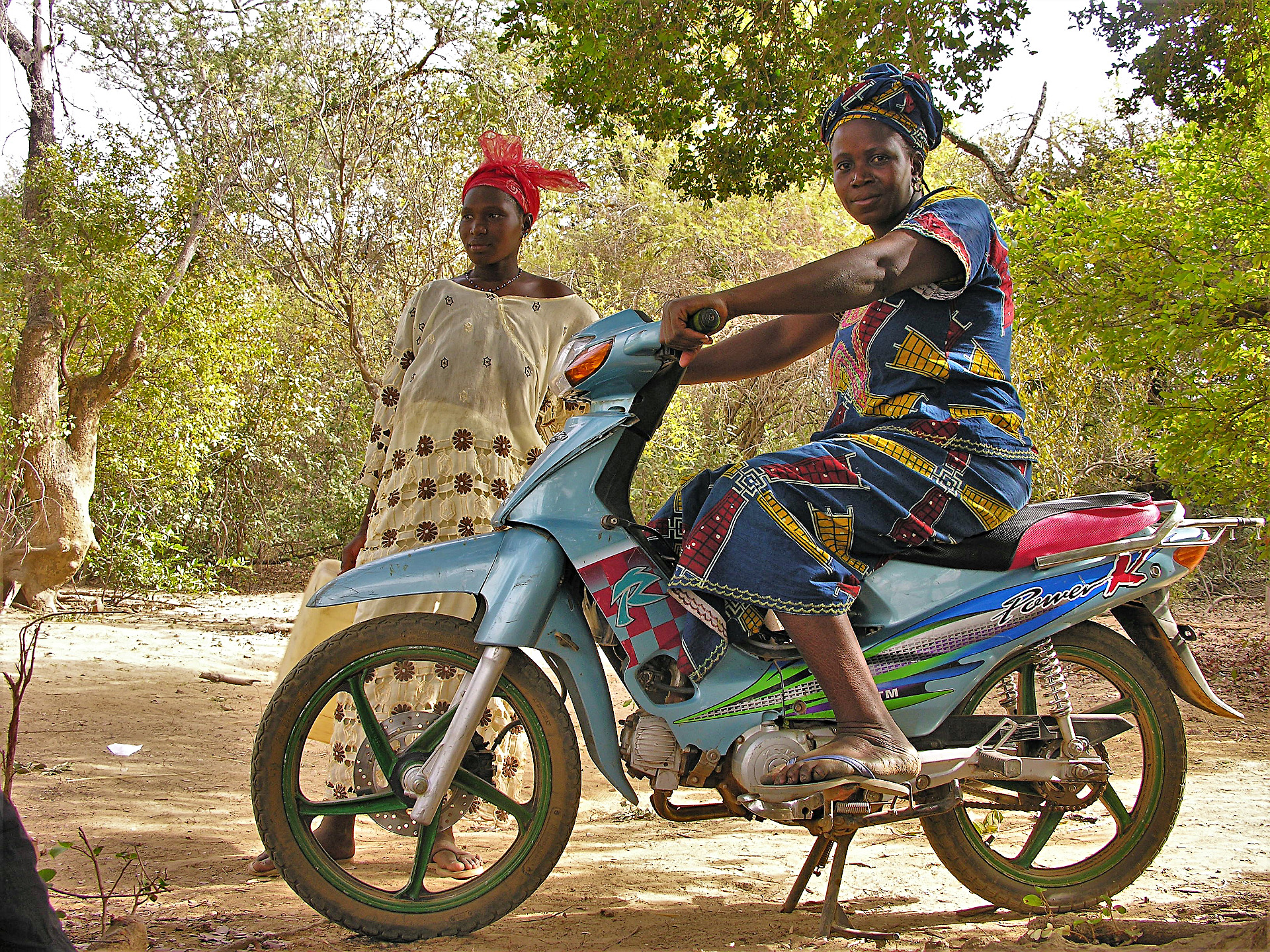
En motocyclette à Ngouina (2011).

La ville est alimentée par le maraîchage périurbain, les productions céréalières et animales régionales. Le riz importé complète l'approvisionnement de la ville.

## Démographie
Kayes, 5e ville la plus peuplée du Mali, connaît un fort accroissement démographique puisqu'elle passe de 80 146 habitants en 2005 à 127 368 habitants en 2009. L'accroissement annuel de la population communale est de 5,9 % de 1998 à 2009.
| 1929  | 1976   | 1987   | 1998   | 2009    | 2023    |
| ----- | ------ | ------ | ------ | ------- | ------- |
| 9 873 | 49 431 | 50 993 | 67 424 | 126 319 | 193 829 |

## Politique
La commune mixte de Kayes est créée le 1er janvier 1919,  elle est dirigée par des délégations jusqu'au 18 novembre 1956, date à laquelle elle fut érigée en commune de plein exercice avec Mamadou Sidibé comme premier maire élu.
| Année | Maire élu        | Parti politique |
| ----- | ---------------- | --------------- |
| 1956  | Mamadou Sidibé   |                 |
|       | Adama Guindo     |                 |
| 2004  | Hamidou Koné     | RPM             |
| 2009  | Abdoulaye Camara | Adéma-Pasj      |
| 2016  | Adama Guindo     | RPM             |

## Culture et patrimoine
Le Conseil des ministres réuni le 26 janvier 2011 a adopté un projet de décret portant classement dans le patrimoine culturel national des bâtiments coloniaux de Kayes, comprenant la cité des cheminots et des anciens bâtiments sur la corniche compris entre la résidence du Gouverneur et la « Quarantaine ».

### Tourisme
La ville conserve de l'époque de sa fondation durant l'administration française de nombreux édifices :
- l'hôtel de ville et les bâtiments coloniaux du Centre Commercial (quartier Liberté) ;
- les édifices de la Corniche : résidence du gouverneur, gouvernorat, quarantaine (quartier du Plateau) ;
- la gare et la cité des cheminots (quartier du Plateau).

Le fleuve Sénégal se franchit par trois ouvrages :
- la chaussée submersible, le plus remarquable et le plus ancien date de 1923 ;
- deux ponts modernes qui complètent le franchissement[30],[31].

Différents sites se trouvent dans les environs de Kayes :
- le fort de Médine à 12 km de Kayes ;
- les chutes du Félou (16 km) ;
- les chutes de Gouina à 80 km au sud-est de Kayes sur le fleuve Sénégal ;
- le tata de Koniakary construit par El Hadj Oumar Tall à 70 km au nord-est de Kayes ;
- le lac Magui et le lac Doro ;
- le barrage hydroélectrique de Manantali[32].

## Cultes
Comme pour l'ensemble du Mali, la principale religion est l'islam, avec néanmoins une présence animiste et des minorités chrétiennes.
- Mosquée de Kayes

La Cathédrale de l'Immaculée-Conception de Kayes est le siège du diocèse catholique de Kayes établi en 1963, la paroisse est fondée en 1892.

## Sports
Le stade Abdoulaye-Makoro-Cissoko (15 000 places) est rénové en 2023. L'Association sportive Sigui Kayes est un club de football basé à Kayes.

## Jumelages
La ville de Kayes est jumelée depuis 30 novembre 1990 avec le Syndicat d'agglomération nouvelle devenu Communauté d'agglomération Évry Centre Essonne composée des communes d’Évry, Ris-Orangis, Courcouronnes, Bondoufle et Lisses).

L'école Legal Segou A est jumelée avec le collège Jean-Lurçat de Ris-Orangis.

## Personnalités liées à la commune
- Aliou Boubacar Diallo (1959-), homme d'affaires et homme politique malien.
- Djibril Konaté (1980-), footballeur malien.
- Ibrahima Ly (1935-1989), enseignant, écrivain, homme politique.
- Hamane Niang (1952-), homme politique malien.
- Ibrahim Sissoko alias Iba One (1989-), artiste rappeur musicien malien, a grandi à Kayes[35].
- Moussa Traoré (1936-2020), homme politique malien, président du Mali de 1968 à 1991.